# Aleksandra Korukowiec
Aleksandra Pietrowna Korukowiec, ros. Александра Петровна Коруковец (ur. 1 października 1976 w Stiepnoje) – rosyjska siatkarka, medalistka igrzysk olimpijskich.

## Życiorys
Korukowiec była w składzie reprezentacji Rosji podczas igrzysk olimpijskich w 2004 w Atenach. Jej reprezentacja zdobyła srebrny medal. W 1997 roku została wraz z reprezentacją mistrzynią Europy na turnieju rozgrywanym w Czechach. Była w składzie reprezentacji na Grand Prix w 2004 roku, gdzie Rosjanki zajęły 7. miejsce.